# Ustersbach
Ustersbach är en kommun och ort i Landkreis Augsburg i Regierungsbezirk Schwaben i förbundslandet Bayern i Tyskland,  med cirka 1 200 invånare.
Kommunen ingår i kommunalförbundet Gessertshausen tillsammans med kommunen Gessertshausen.